# Delia bucculenta
Delia bucculenta är en tvåvingeart som först beskrevs av Daniel William Coquillett 1904.  Delia bucculenta ingår i släktet Delia och familjen blomsterflugor. Inga underarter finns listade i Catalogue of Life.